# Semen Żuk
Semen Żuk (ur. 16 maja 1893 w Bołożówce, zm. 26 czerwca 1941 w Czajkowicach) – ukraiński działacz społeczny i spółdzielczy, publicysta, poseł na Sejm II kadencji.
Poseł na Sejm z okręgu Krzemieniec, zastępca przewodniczącego Ukraińskiej Partii Socjalistyczno-Radykalnej. W latach 1930–1933 odbywał karę więzienia, skazany za działalność antypaństwową. Po wyjściu na wolność dyrektor Ukraińskiego Banku Spółdzielczego w Poczajowie.
W jesieni 1939 wyjechał na Lwowszczyznę, gdzie pracował jako nauczyciel.
Po rozpoczęciu wojny niemiecko-radzieckiej w 1941 rozstrzelany przez NKWD.